# Villkorlig dom
Villkorlig dom är i svensk rätt och internationellt en brottspåföljd som innebär att den dömde får en prövotid under vilken denne ska avhålla sig från att begå nya brott. Om den dömde under denna prövotid begår ytterligare brott kan domstolen utfärda varningar, skadestånd, eller en skärpning på straffet för det ursprungliga brottet.
Villkorlig dom motsvarar "conditional caution", "suspended sentence", alternativt "conditional discharge" i internationella rättsliga sammanhang.

## Sverige
Villkorlig dom infördes i Sverige 1906 och används som påföljd för ett brott där påföljden inte bedöms kunna stanna vid böter.
Samtidigt med villkorlig dom får dagsböter – högst tvåhundra – dömas ut även om böter inte finns i straffskalan. Påföljden innebär att den dömde under en prövotid på två år inte skall begå fler brott för då blir straffet för detta högre. Om personen begår ett nytt brott under dessa två år kan den villkorliga domen upphävas och ersättas med en annan påföljd för den sammanlagda brottsligheten. Om den villkorliga domen upphävs, kommer rätten att ta i beaktande tidigare villkorligen bestraffad brottslighet, vilket kan förlänga strafftiden.
En villkorlig dom kan också förenas med en föreskrift om samhällstjänst på lägst 40 och högst 240 timmar.

## Finland
Enligt finsk lag kan fängelsestraff på högst två år eller bötesstraff förklaras villkorligt. Om den dömde har en tidigare fängelsedom på över ett år inom de senaste tre åren, kan det nya straffet inte bli villkorligt utan särskilda skäl. Prövotiden för ett villkorligt straff är minst ett och högst tre år.

## Turkiet
Inom turkisk lag kan en villkorlig dom ges till personer som inte tidigare dömts till mer än tre månaders fängelse om domstolen bedömer att återfallsrisken är låg.